# Línea 6 B (San Juan)

La línea 6 es una línea de colectivos del aglomerado urbano del Gran San Juan en la provincia de San Juan, que recorre los departamentos de Rivadavia y Capital. 
Está administrada actualmente por la empresa privada El Triunfo S.A. Sin embargo hasta el 20 de septiembre de 2005 estuvo a cargo por la empresa La Nueva Sarmiento S.R.L, debido al incumplimiento de los plazos establecidos, para la incorporación de nuevas unidades ofertadas, el gobierno provincial la retiró del servicio.

## Recorrido

### Rivadavia - Trinidad
Ida: Hospital Marcial Quiroga - Avenida Libertador General San Martín- Rastreador Calivar -Ingreso a Barrio ATSA IV - Rastreador Calivar - Sargento Cabral - Mercedario - 21 de septiembre - Velásquez - Sgto.Cabral - Juan José Paso - Sáenz Peña - Santiago Liniers - Sargento Cabral - Santa María de Oro - Falucho - Esteban Echeverría - Falucho - Juan Maurin - Flores - Roger Balet - Avenida Libertador General San Martín- Avenida Rawson - Diagonal Don Bosco - Manuel Belgrano Belgrano - Avenida Rioja - Abraham Tapia - Saturnino Sarassa - Lavalle - Mariano Moreno - Estados Unidos (Terminal de Ómnibus)
Regreso: Santa Fe - Avenida Rawson - Laprida - Patricias Sanjuaninas - Avenida Libertador General San Martín- Roger Balet - Flores - Juan Maurin - Falucho - Esteban Echeverria - Falucho - Santa María de Oro - Sargento Cabral - Santiago Liniers - Sáenz Peña - Juan José Paso - Sargento Cabral - Velásquez - 21 de septiembre - Mercedario - Sargento Cabral - Rastreador Calivar - Ingreso a Barrio ATSA IV - Rastreador Calivar - Avenida Libertador General San Martín - Hospital Marcial Quiroga.